# Sauerbaum (Spiel)
Sauerbaum ist ein kooperatives Brettspiel von Johannes Tranelis, das erstmals 1986 im Eigenverlag erschien. Es wurde 1987 in die Auswahlliste zum Spiel des Jahres aufgenommen und erhielt 1988 von der Jury den Sonderpreis für das beste kooperative Spiel. Es gilt als wegweisend für kooperative Spiele im deutschsprachigen Raum.

## Aufbau und Spielverlauf
Den Spielplan bildet ein stilisierter Baum aus 58 quadratischen Feldern. Zum Spielmaterial gehören zudem sechzig blaue Spielsteine als Tropfen des sauren Regens, von dem der Baum bedroht ist, einen blauen Regenwürfel und drei grüne Spielerwürfel sowie sieben bzw. acht Spielfiguren.
Gespielt wird in einer Gruppe von drei bis sieben, in der Originalversion acht, Personen, deren Ziel es ist, den Baum davor zu retten, dass die Regentropfen bis zu seinen Wurzeln vordringen. Alle Mitspieler würfeln reihum mit vier Würfeln. Der blaue Regenwürfel zeigt an, wie viele neue Regentropfen in der jeweiligen Spielrunde auf den Baum fallen. Sobald alle Regentropfen auf dem Spielfeld sind, wandern sie mit jedem Wurf weiter nach unten in Richtung Wurzel. Die drei grünen Würfel zeigen die Schritte an, die die Spielfigur des aktiven Spielers ziehen darf. Spielfiguren können Regentropfen schlagen, wenn sie am Ende eines Teilzuges auf das entsprechende Feld kommt, die dann aus dem Spiel genommen werden; damit kann ein Spieler pro Zug maximal drei Tropfen entfernen. Wird eine Spielfigur von Regentropfen umschlossen, muss der Rest der Gruppe sie befreien.
Wenn sich die Regentropfen über die Wurzeln des Baumes verteilt haben, hat die Gruppe verloren. Die Gruppe gewinnt, wenn sie alle Regentropfen beseitigen kann. Die Person mit den meisten geschlagenen Regentropfen erhält außerdem die Auszeichnung „Retter des Baumes“. Durch die Zahl der verwendeten Regentropfen kann der Schwierigkeitsgrad angepasst werden.

## Veröffentlichungen
Johannes Tranelis, ein gelernter Keramiker, brachte das Spiel 1986 zunächst im Selbstverlag in Bacharach als Spielerolle heraus. Ein Jahr später erschien es im Verlag Herder. 1997 erschien eine Neuauflage im Zoch Verlag.
In der DDR erschien das Spiel nicht. Es kursierten aber wie von vielen Spielen handgemachte Kopien.

## Rezeption und Auszeichnungen
In der Spielezeitschrift spielbox beschrieb Eberhard von Staden das Spiel bereits 1987 als eines der wenigen Spiele zum Umweltschutz, „die außer der Botschaft auch [spielerische] Qualität haben.“ Im Gegensatz zu anderen Spielen zu wichtigen Themen, bei denen man oft „vergaß […], daß auch solche Spiele Spaß machen müssen“ sei der Spieleautor hier den richtigen Weg gegangen: Zuerst muss das funktionierende Spiel da sein, „dann kann man sich überlegen, in welches Thema es verpackt wird.“ Er bewertete das Spiel mit sechs von sechs Würfelpunkten und sprach damit eine Kaufempfehlung aus.
Die selbstverlegte Ausgabe des Spiels wurde 1987 in die Auswahlliste zum Spiel des Jahres aufgenommen. 1988 entschied die Jury einstimmig, einen einmaligen Sonderpreis für das beste kooperative Spiel zu verleihen.
In der Begründung hieß es: „Bei SAUERBAUM stimmt einfach alles: die hervorragend durchstrukturierte, in sich bündige und zugleich überzeugende Spielidee, die klare Spielregel, die sorgfältig bearbeitete Grafik – der große Wurf.“
Die Museen der Stadt Nürnberg wählten das Spiel Sauerbaum als „Schaustück des Monats“ für den April 2012 aus. Das Spielzeugmuseum Nürnberg veranstaltete in dieser Zeit Spezialführungen über das Spiel und seinen Schöpfer.

### Bedeutung für die Spielebranche
Sauerbaum wird als Wendepunkt in der Geschichte der kooperativen Gesellschaftsspiele angesehen. So urteilte die Jury zum Spiel des Jahres, Sauerbaum habe bedeutend dazu beigetragen, das Vorurteil zu widerlegen, dass es kooperativen Spielen an Spannung mangele und dass sie deshalb nur für kleine Kinder geeignet seien.

### Bedeutung für die Umweltpädagogik
Saurer Regen und das durch ihn verursachte Waldsterben rückten in den 1980er Jahren ins Bewusstsein der Öffentlichkeit und wurden zu einem zentralen Anliegen der Umweltbewegung. Damit fügte sich Sauerbaum in die aktuellen Debatten seiner Zeit ein. Das Spiel erhielt einen festen Platz in der Umweltbildung. Noch 2006 empfahl die Naturschutzorganisation BUND das Spiel Sauerbaum, um „das Bewusstsein für die schützenswerte Natur und Umwelt auf spielerische Weise zu schärfen“.